# Zygaenosia lata
Zygaenosia lata là một loài bướm đêm thuộc phân họ Arctiinae, họ Erebidae.